# Električni Orgazam
Električni Orgazam (en serbio cirílico: Електрични Оргазам, traducido como Orgasmo eléctrico) es una banda de rock serbia de Belgrado. La banda fue creada en 1980, en la entonces Yugoslavia, y su estilo estaba más orientado a la música new wave, punk rock y post-punk, pero, con el paso del tiempo, su sonido se fue volviendo más mainstream. Fue una de las bandas más destacadas del conocido como «yu rock» o escena rock yugoslava y han publicado nueve álbumes de estudio.

## Miembros
Actuales
- Srđan Gojković "Gile" – guitarra, vocalista, coros, producción (1980–1989, 1991–presente)
- Branislav Petrović "Banana" – guitarra, coros, vocalista, órgano, piano, violín, xilófono (1985–1989, 1991–presente)
- Zoran Radomirović "Švaba" – bajo, coros (1986–1989, 1991–presente)
- Blagoje Nedeljković "Pače" – batería (2002–presente)
- Ljubomir Đukić "Ljuba" – teclados, coros y vocalista (1980–1984, 2004–presente)

En el pasado
- Goran Sinadinović – guitarra (1980)
- Goran Čavajda "Čavke" – batería, coros (1980–1989, 1991–1994)
- Ljubomir Jovanović "Jovec" – guitarra (1980–1984)
- Marina Vulić – bajo (1980–1981)
- Jovan Jovanović "Grof" – bajo, producción (1981–1986)
- Ivan Pajević – guitarra (1984)
- Nikola Čuturilo "Čutura" – (1984)
- Dejan Radisavljević "Role" – guitarra (1994)
- Zoran Zagorčić – órgano, piano (1994)
- Srđan Todorović "Žika" – batería (1994)
- Vlada Funtek – batería (1994–1996)
- Miloš Velimir "Buca" – batería (1996–2002)
- Zdenko Kolar – bajo (1998)
- Ivan Ranković "Raka – batería (1998)

## Discografía
- Električni orgazam (1981)
- Lišće prekriva Lisabon (1982)
- Kako bubanj kaže (1984)
- Distorzija (1986)
- Letim, sanjam, dišem (1988)
- Zašto da ne! (1994)
- A um bum (1999)
- Harmonajzer (2002)
- To što vidiš to i jeste (2010)
- Gde smo sad? (2018)